# Karl Band

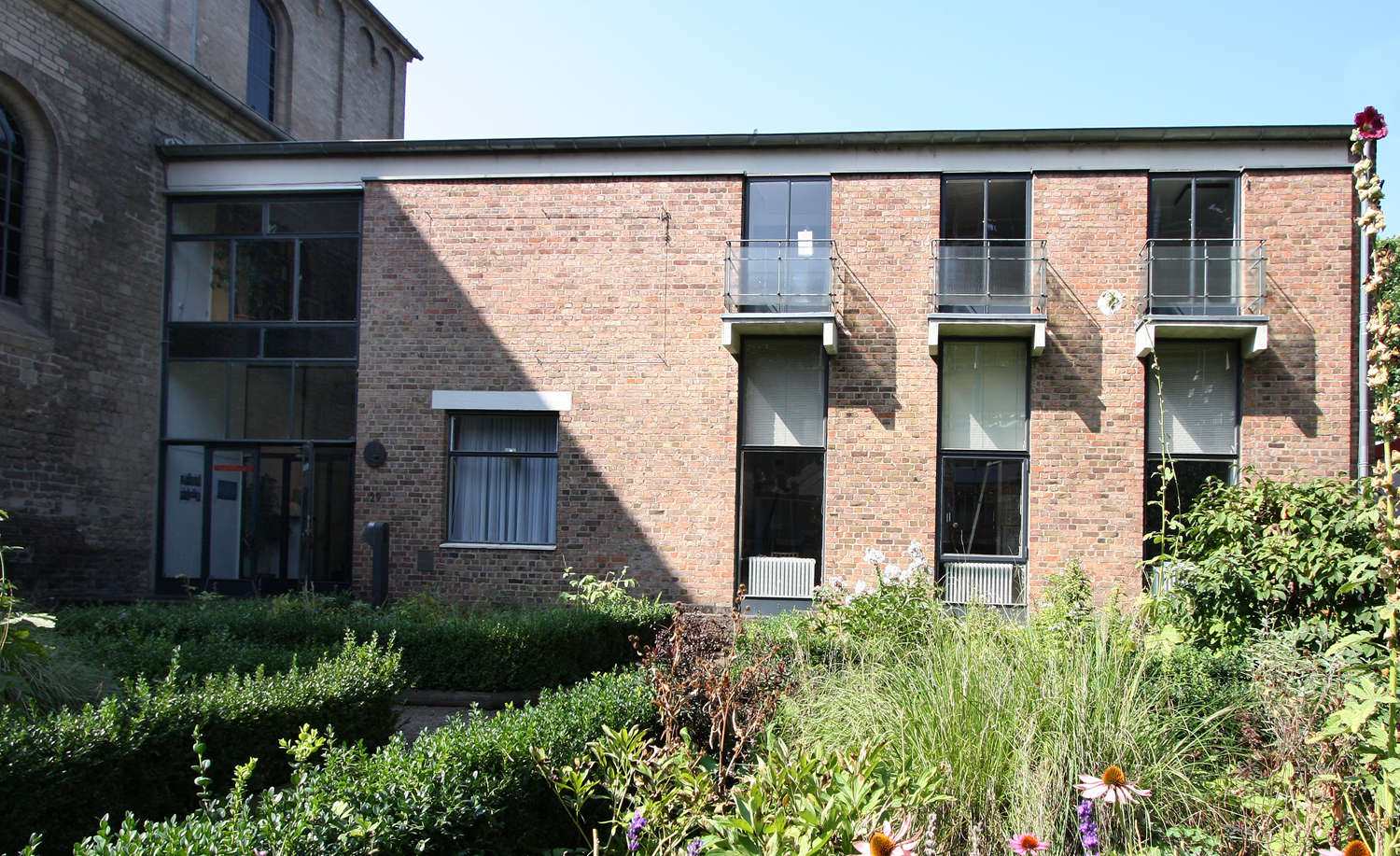
Verwaltungsanbau an das Museum Schnütgen

Karl Friedrich Heinrich Band (* 8. November 1900 in Köln; † 6. Oktober 1995 ebenda) war ein deutscher Architekt.

## Herkunft
Karl Band war Sohn des Architekten Heinrich Band (1855–1919), einem langjährigen Mitarbeiter des Baurats Hermann Otto Pflaume, dessen Büro er auch zeitweise vorstand. Verwandt war er auch mit dem Maler Michael Welter (1808–1892), der unter anderem die Kölner Pfarrkirche St. Kunibert nach dem Wiederaufbau des Turmes im 19. Jahrhundert ausmalte und mit Heinrich Band, dem Erfinder des Bandoneon, einem Bruder seines Großvaters.
Band war verheiratet mit Annegret Band-Löffler (1898–1978) und hatte mit ihr die Kinder Michaela und Gero († 1983), der ab 1965 sein Juniorpartner war. Nach dessen Tod übernahm er selbst wieder die Leitung und arbeitete bis ins hohe Alter. 1988 heiratete er Gertrud Band-Neyses.

## Beruflicher Werdegang
Karl Band besuchte das Apostelgymnasium und studierte anschließend Kunstgeschichte in Bonn (1918–1921) und später Architektur in Karlsruhe (1921–1924) bei Hermann Billing und Otto Gruber. Seit 1919 war er Mitglied der katholischen Studentenverbindung KDStV Bavaria Bonn. Nach seinem Studium arbeitete er in verschiedenen Ateliers in Köln, so bei Hans Schumacher (1925–1927), Heinrich Renard und Eugen Fabricius, bevor er 1928 ein eigenes Büro eröffnete. Im September 1929 wurde Band Mitarbeiter des Kirchenbaumeisters Eduard Endler, seit Dezember 1930 war er dessen Partner. Im gleichen Jahr legte er auch das zweite Staatsexamen mit anschließender Ernennung zum Regierungsbaumeister ab. Nach einer Übereinkunft wurde nach dem Tod Endlers (1932) dessen Sohn Clemens als Sozius in das Atelier aufgenommen (Firma Band und Endler); doch führte Endler diese Partnerschaft nach Krieg und Gefangenschaft nicht fort.
Kriegsdienstverpflichtet wurde Karl Band in den frühen 1940er Jahren mit Planung und Ausführung von Unterkünften für die V 1-Produktion in Peenemünde und anderen Arbeiten beauftragt. So weit es ihm möglich war, versuchte er mit Gleichgesinnten, die Substanz der kriegszerstörten Kölner romanischen Kirchen zu retten. Bereits kurz nach Kriegsende erstellte er im Auftrag der Besatzungsmächte Bestandsgutachten zu dem Zustand der kirchlichen Baudenkmäler.

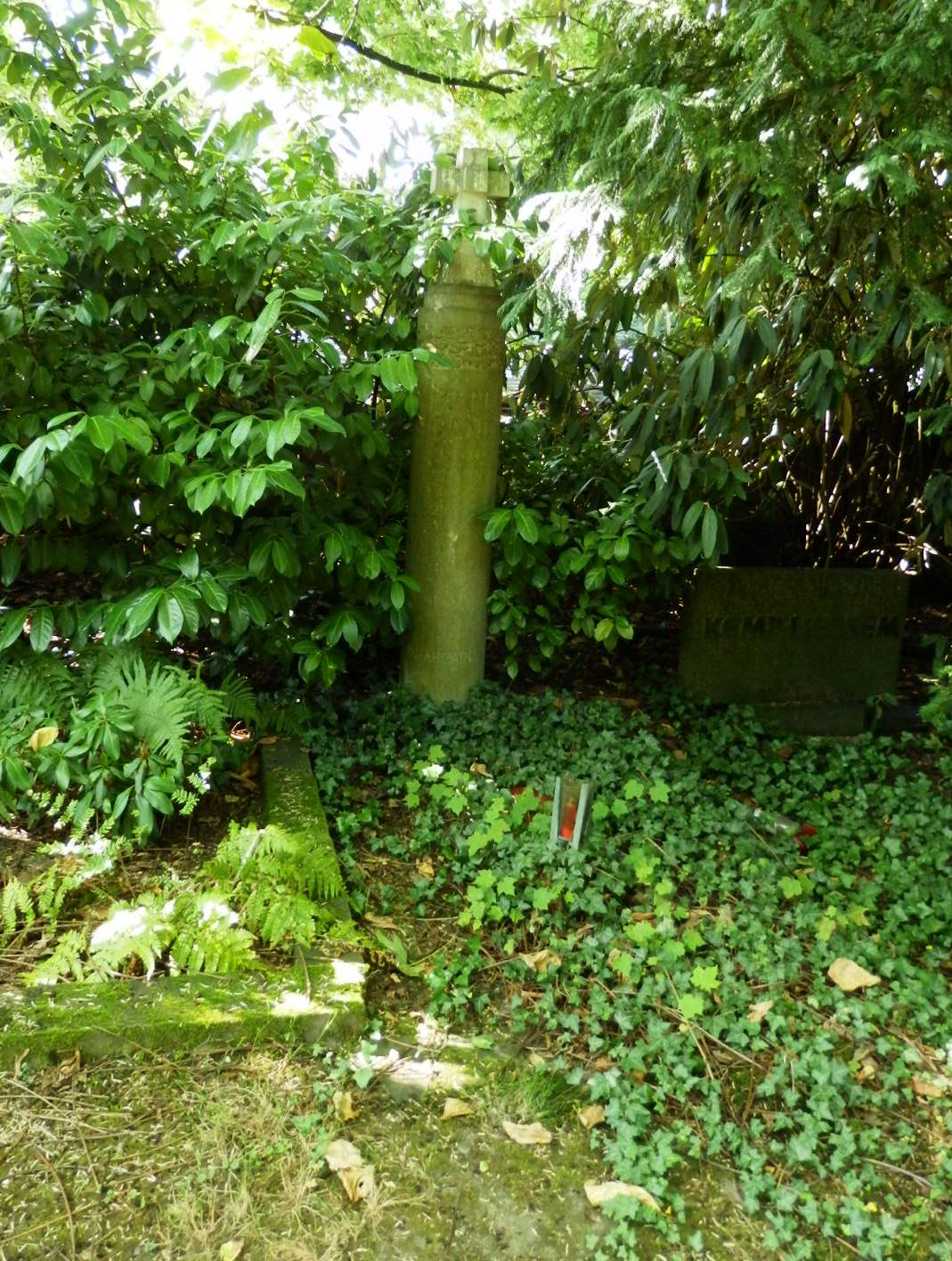
Grab auf dem Kölner Melaten-Friedhof

1950/1951 errichtete Band sein Privathaus neben der Kirche St. Kunibert. Bis 1965 und wieder ab 1983, nach dem Tod seines Sohnes Gero, führte Karl Band das Atelier alleine, aus dem die Entwürfe zu circa 140 ausgeführten Geschäftsbauten, 100 Wohn- und Geschäftshäusern und über 100 Kirchen sowie Kirchensanierungen und -wiederaufbauten hervorgingen.

## Nachwirken
Karl Band starb am 6. Oktober 1995 und wurde auf dem Melaten-Friedhof (Lit.C, zwischen Lit.V und Lit.W) begraben.
Band zählte zu einem Kreis von Künstlern und Architekten, die auch mit dem Begriff Kölner Schule betitelt werden und dem unter anderem Rudolf Schwarz, Dominikus Böhm und Gottfried Böhm, Josef Bernard und sein ehemaliger Schüler Hans Schilling angehörten.
Der Nachlass von Karl Band wurde seit 2007 im Historischen Archiv der Stadt Köln bearbeitet, um eine spätere Nutzung für wissenschaftliche Zwecke zu ermöglichen.
2014 wurde die Grünfläche zwischen Konrad-Adenauer-Ufer und Kunibertsgasse – nahe seinem Haus – als Karl-Band-Platz benannt.

## Werk

### Bauten

#### Köln

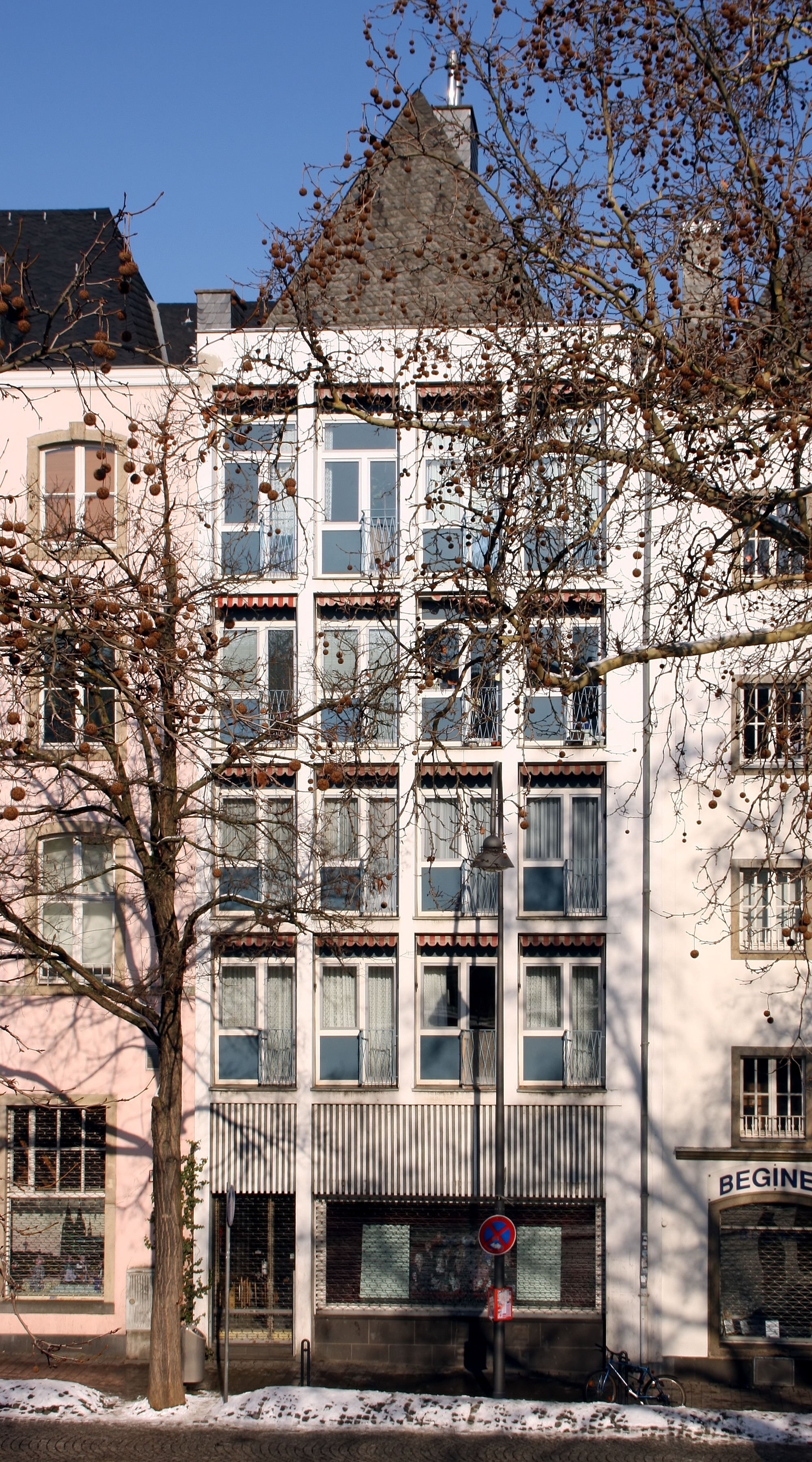
Wohn- und Geschäftshaus Markmannsgasse 5

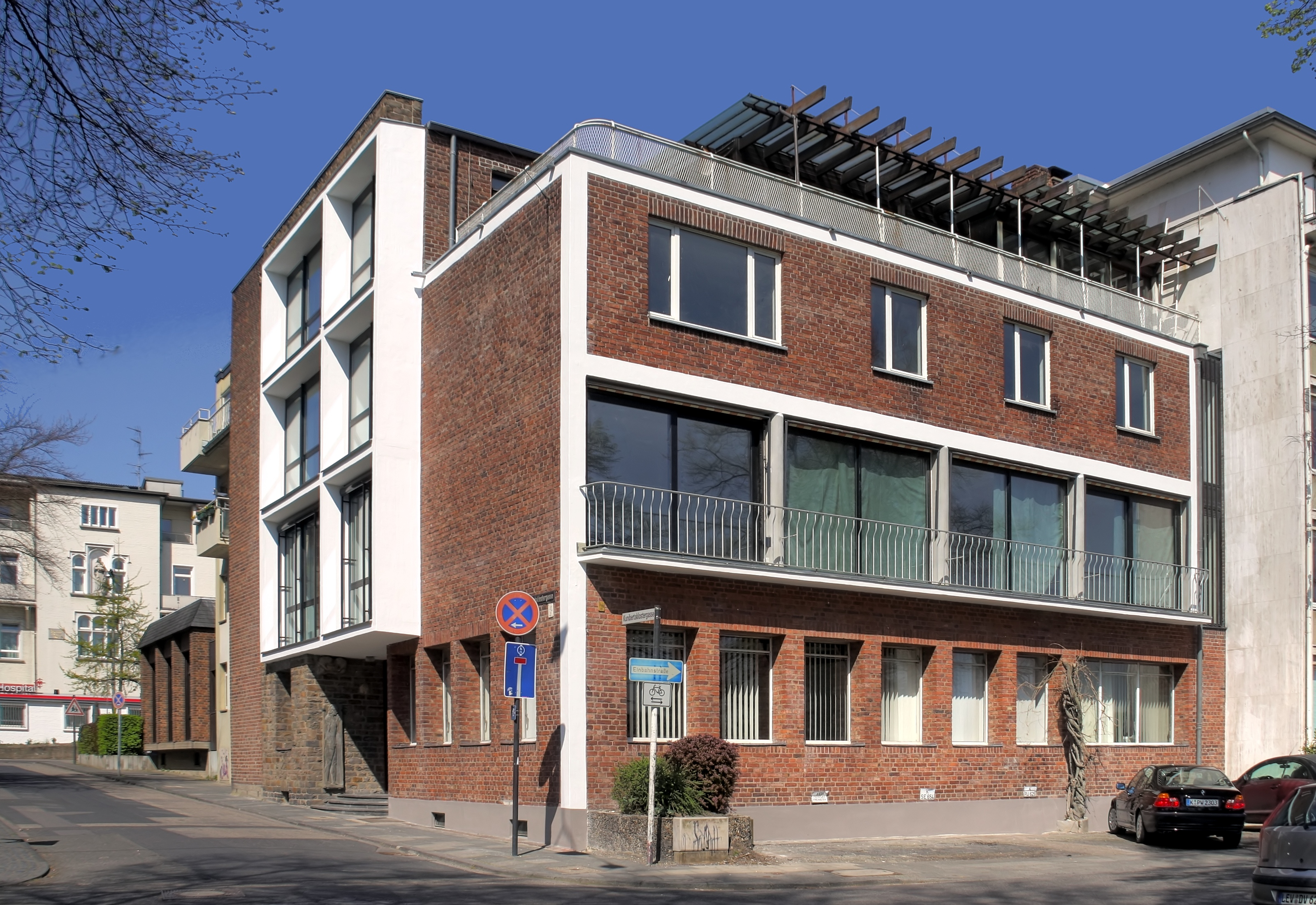
Haus Band, Kunibertsklostergasse 1

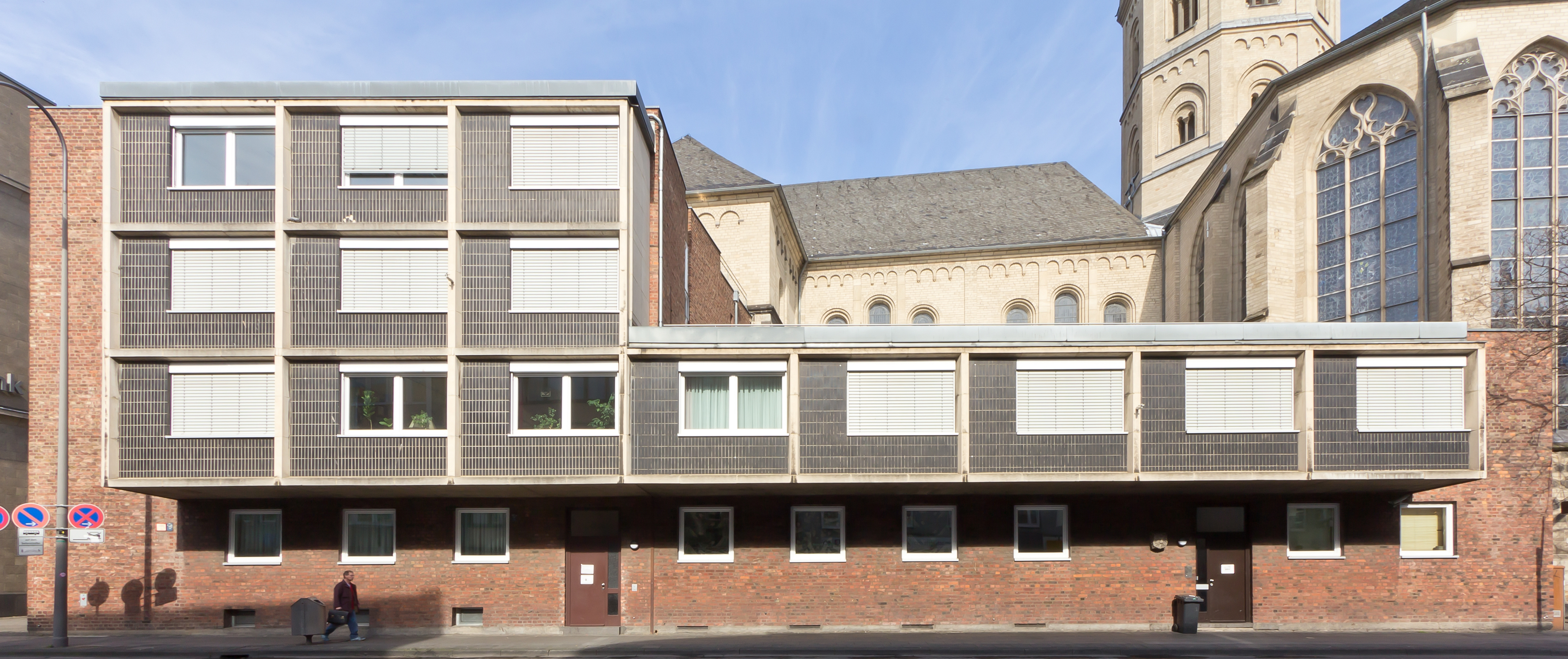
Dominikanerkloster bei St. Andreas, Komödienstraße

- 1929: Mitwirkung bei dem Umbau des Rheinlandhauses in Deutz
- 1938–1940: Pfarrkirche St. Norbert in Dellbrück
- ab 1943 (und nach 1945): Wiederaufbau des 1943 bei einem Luftangriff stark zerstörten Gebäude des St. Marien-Hospital
- nach 1945: Wiederaufbau der Abtei Alt St. Heribert in Deutz (mit Eugen Weiler)
- 1945–1955/1968: Wiederaufbau der Kirche St. Kunibert (mit Wilhelm Schorn)[5]
- 1950: Laden- und Ausstellungsgebäude für das Möbelhaus Gustav Schirmer, Cäcilienstr. 25 (2007 abgebrochen)
- 1950–1951: Wohn- und Geschäftshaus Markmannsgasse 3–5 (Mitarbeit Hans Schilling)[6]
- 1950–1951: Wohnhaus und Atelier Band, Kunibertsklostergasse 1 (früher 3)[7]
- 1951: Geschäftshaus Hohenzollernring 14
- 1951–1952 Kath. Pfarrkirche „St. Elisabeth“ in Mülheim
- 1951–1954 Kath. Pfarrkirche „St. Dreifaltigkeit“ in Poll
- 1952–1955: Wiederaufbau des Gürzenich (zusammen mit Rudolf Schwarz)[8]
- 1952/1953–1967 Wiederaufbau der Kirche St. Gregorius im Elend
- 1953–1955: neue Krypta und Grabkapelle für den Heiligen Albertus Magnus in der Kirche St. Andreas
- 1953–1957: Anbau für Bibliothek und Verwaltung des Museums Schnütgen und Wiederaufbau der Kirche St. Cäcilien, Cäcilienstraße 29 (mit Eugen Weiler)
- 1954–1958: Humboldt-Gymnasium, Karthäuserwall 40
- 1954: Dompropstei, Margarethenkloster 5
- 1955: Wiederaufbau der im Krieg zerstörten und abgerissenen Marktkapelle in Köln-Ehrenfeld
- 1955: Pfarrhaus der Kirche St. Kunibert, Kunibertsklostergasse 2
- 1956: „Haus der Begegnung“ des katholischen Männerwerks, Jabachstraße 4–8[9]
- 1956–1957: Wohn- und Geschäftshaus des Wilhelm Wefers „Paramente Wefers“, Komödienstr. 97–103 / Burgmauer 60[10]
- 1956–1957: Ausbau der Kirche und der Bau des neuen Pfarrhauses „Zum Heiligen Geist“ in Zollstock
- 1957: Pfarrhaus von St. Andreas
- 1960–1972: Wiederaufbau des Kölner Rathauses (mit Eugen Weiler, Wettbewerb 1961, Einweihung 1972)
- 1961–1963: Wiederaufbau der Pfarrkirche St. Johann Baptist (mit Eugen Weiler)
- 1962–1964: Neubau der Pfarrkirche St. Clemens in Niehl

#### Außerhalb von Köln

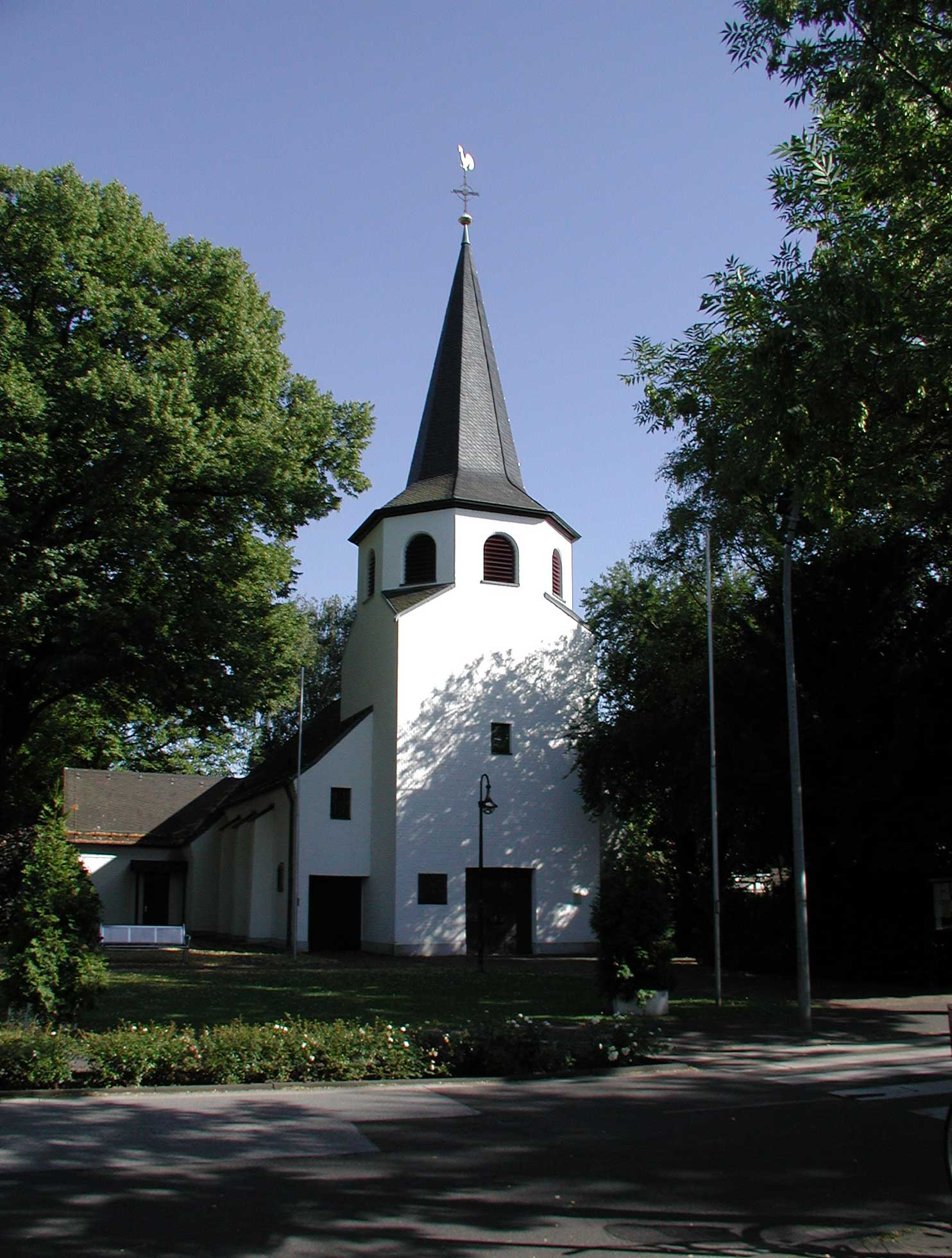
St. Brictius, Stotzheim

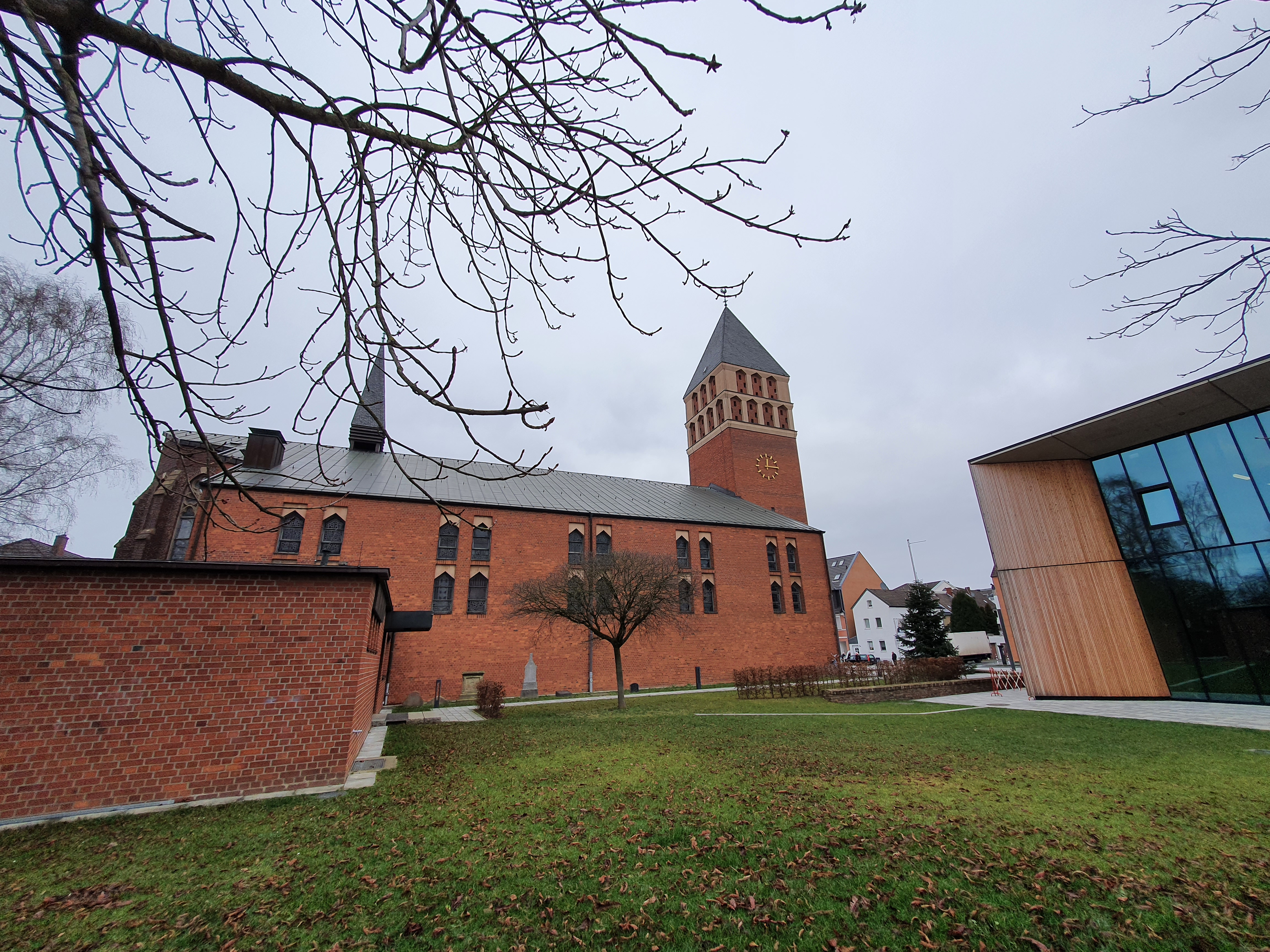
St. Hippolytus, Troisdorf

- 1932: Erweiterung der Kapelle St. Mariä Himmelfahrt in Birlinghoven
- 1936/1937: Umbau der St.-Nikolaus-Kirche in Wipperfürth
- 1936/1937: St. Brictius in Stotzheim
- um 1942: Planung und Ausführung von Belegschaftsunterkünften für die V1-Fabrik in Peenemünde
- 1953–1955: Wiederaufbau St. Peter in Zülpich[11] (mit Eugen Weiler)
- 1956: Umbau der Kirche St. Johann Baptist in (Hürth-)Kendenich
- 1957: Erweiterung und Umbau der Kirche St. Severin Frechen[12]
- 1959–1960: Gelsenkirchen-Hassel, St. Theresia
- 1960–1962: Bonn, Nordstadt, katholische Pfarrkirche St. Franziskus (mit Werner Fritzen)
- 1963: Erweiterung der Kirche St. Johann Baptist in Refrath[13] (mit Eugen Weiler)
- 1963–1964: Umbau und Erweiterung der Pfarrkirche St. Hippolytus in Troisdorf[14]
- 1966–1968: Kirchenerweiterung St. Severin, Hürth-Hermülheim
- 1969: Erweiterung der romanischen Kirche St. Clemens (Drolshagen) durch einen Anbau an der Südseite.
- 1969–1970: St. Johannes der Evangelist (Köln-Stammheim) (mit Gero Band)
- 1970–1971: Umbau und Erweiterung der Kirche St. Mariä Geburt in Hürth-Efferen
- 1971–1973 mit Sohn Gero (Oktober 71 Grundsteinlegung) Sebastianusstift, Altenwohnheim der St.-Dionysius-Gemeinde in Gleuel (jetzt Caritas)[15]
- 1975: Bad Honnef, Ortsteil Rhöndorf, Museumsgebäude der Stiftung Bundeskanzler-Adenauer-Haus

### Wettbewerbe
- 1925–1926: Kath. Kirche in Bickendorf
- 1935: „Altstadtsanierung Köln“ (Martinsviertel), Erster Preis